# Peppe Voltarelli
Peppe Voltarelli (Cosenza, 26 de diciembre de 1969) es un cantautor, actor y escritor italiano. Fundador en 1990 del grupo Il parto delle nuvole pesanti, del que fue cantante y líder hasta 2005, ha llevado una carrera en solitario desde 2006, durante la cual ganó tres Placas Tenco.

## Carrera

### Música

#### ConIl parto delle nuvole pesanti
En 1990 funda en Bolonia Il parto delle nuvole pesanti, una banda de folk-rock experimental formada por universitarios calabreses. El álbum debut Alisifare y una prolífica actividad concertística revelan al grupo como una de las realidades más interesantes del folk de los 90. Canciones como Raggia y Lupu y el álbum 4 battute di povertà, producido por Lilium de los hermanos Onorato de Monza y distribuido por Sony Music, se convierten en los precursores de un género llamado tarantella punk. El último trabajo de Voltarelli con la banda, titulado Il parto, obtuvo buenos resultados de crítica y ventas. Después de haber editado siete discos, un concierto en directo junto a Claudio Lolli y de haber tocado en cientos de conciertos tanto en Italia (entre ellos, en el Concierto del Primero de Mayo en 1999 y 2005 y en el Premio Tenco en 1998, 2000 y 2001) y en el extranjero, en 2005 Voltarelli, voz, autor de letras y música desde su fundación, dejó el grupo para emprender una carrera en solitario.

#### Solista

##### Distratto ma però(2007)
Distratto ma però es el primer trabajo de grabación en solitario, publicado por KomArt y distribuido por Venus en 2007. El álbum está producido por Finaz de Bandabardò y cuenta con la participación de Pau de Negrita, Roy Paci, Sergio Cammariere y el director Giancarlo Cauteruccio. La nueva personalidad artística toma cuerpo en la obra donde, la voz grave y la finura de los textos se acompañan de una gran ironía al tratar temas delicados como la emigración y la soledad. El disco ingresa a los cinco finalistas de la Placa Tenco 2007 reservados para óperas primas, lo que lo lleva a participar en las veladas finales del Premio Tenco en el Teatro Ariston de Sanremo. La gira de presentación llega hasta Canadá, México y Estados Unidos. La apuesta por lo social continúa en el bootleg Duisburg Nantes Praga, un trabajo de denuncia contra la mafia, grabado en vivo durante la gira europea de 2008. Si bien está respaldado únicamente por las ventas en concierto y en la red, el álbum vendió más de 3.000 copias en menos de un año. En estos años también participó en tres ediciones consecutivas del Concierto del Primero de Mayo en Roma (2009, 2010 junto a Alfio Antico y Lautari, 2011 junto a Bandabardò).

##### Ultima notte a Malá Strana(2010)
El traslado a Berlín en 2009 y la decisión de centrarse en un sonido más esencial y escaso marcan el inicio de una nueva etapa creativa que desemboca en 2010 en el segundo disco en solitario, titulado Ultima notte a Malá Strana,  de nuevo producido por Finaz de Bandabardò. El álbum es lanzado por OTR Live y distribuido por Universal en Italia, lanzado por Le Chant du Monde en Francia, distribuido por Harmonia Mundi en Europa y luego distribuido en el extranjero en Argentina y Canadá. 
El disco fue presentado en un concierto en el teatro Alhambra de París en Francia, donde el sencillo Scarpe rosse impolverate permaneció en las listas de reproducción de Radio France durante varias semanas. En Argentina sale para Los Años Luz Discos, donde se presenta en Buenos Aires on un concierto en el Club La Trastienda, con la cantante uruguaya Ana Prada como invitada. Durante la gira argentina fue invitado a participar del concierto de Adriana Varela, voz histórica del tango argentino. En Canadá es editado por Les Productions Casa Nostra, con distribución  DEP y Universal: el lanzamiento va acompañado de una gira, junto al cantante ítalo-canadiense Marco Calliari, que visita Montreal, Québec y Val-d'Or. El álbum fue reconocido en Radio Canada que programó el sencillo Scarpe rosse impolverate, lo que lo llevó a participar en el programa de radio Je l'ai vu à la radio en el Première Chaîne.
El disco ganó la Placa Tenco 2010 como mejor álbum en dialecto: el honor fue otorgado por primera vez a una obra en dialecto calabrés. Voltarelli dedica el premio a Angelo Vassallo, alcalde ambiental del municipio de Pollica en la provincia de Salerno, sesinado en una emboscada al estilo mafioso. En 2014 Matka Měst, una reinterpretación checa de la canción 'Sta città, traducida por Michal Horáček e incluida en el álbum Segrado de František Segrado, alcanzó la primera posición en las listas de éxitos de la República Checa.

##### Lamentarsi come ipotesi(2014)
Lamentarsi come ipotesi es el tercer álbum en solitario, como el anterior publicado por OTR Live y distribuido por Universal en 2014. El álbum consta de doce canciones, nueve de las cuales están en italiano, dos en dialecto calabrés y una pieza instrumental. Grabado en Firenze y producido una vez más por Finaz de Bandabardò, representa el cierre ideal de una trilogía que comenzó en 2007 con Distratto ma però: un camino con el que el artista ha profundizado su investigación entre la composición y la identidad cultural tradicional. El álbum cuenta con invitados como Tiziano Borghi, Max Dedo, Letizia Dei, Mauro Durante de Canzoniere Grecanico Salentino, Otello Profazio, Riccardo Tesi, así como un cameo del cantautor argentino Kevin Johansen.

##### Voltarelli canta Profazio(2016)
Voltarelli canta Profazio es el cuarto trabajo discográfico en solitario, en el que rinde homenaje al compañero cantautor, con quien comparte el día de su nacimiento. Publicado en 2016 por Squilibri y arreglado y producido por Carlo Muratori, el álbum hace uso de músicos como Marco Carnemolla, Lucia Consolino, Peppe Di Mauro y para la portada y el libro que lo acompaña de las obras de arte de los artistas Anna y Rosaria Corcione, que, a su vez, rinden homenaje a otro calabrés, el artista Mimmo Rotella. Por segunda vez, Voltarelli gana la Placa Tenco 2016 en la categoría de mejor álbum de interpretación.

##### Dio come ti amo(2019)
En 2019 se distribuye exclusivamente en conciertos el disco de producción propia Dio come ti amo. El single del mismo nombre, una reinterpretación del éxito mundial de Domenico Modugno (con el que el cantautor de Apulia ganó el Festival di Sanremo y participó en Eurovisión en 1966), es editado por el sello neoyorquino Adesso en una nueva versión electro swing en colaboración con los productores parisinos Bart & Baker.

##### Planetario(2021)
Planetario es el sexto álbum en solitario, producido por Sergio Secondiano Sacchi y Daniele Caldarini para Cose di Amilcare y publicado por Squilibri en 2021. En el álbum, Voltarelli decide intentar interpretar en italiano canciones que se han convertido en verdaderas piedras angulares con el tiempo por autores como Jacques Brel, Bob Dylan, Léo Ferré, Joaquin Sabina, Vladimir Vysotsky, duetos con reconocidos nombres de la canción internacional, como Luis Eduardo Aute, Joan Isaac, Amancio Prada, Silvio Rodríguez, Rusó Sala, Joan Manuel Serrat y Adriana Varela. Por tercera vez, Voltarelli gana la Placa Tenco 2021 en la categoría de mejor álbum de interpretación.

##### La grande corsa verso Lupionòpolis(2023)
En 2023 se lanzó el séptimo álbum en solitario, La grande corsa verso Lupionòpolis, editado por Visage Music y distribuido por Pirames International. El álbum fue grabado en Nueva York por Marc Urselli (tres Premios Grammy y colaboraciones con Lou Reed y Nick Cave) en el histórico EastSide Sound de Manhattan y arreglado y producido por el pianista italiano radicado en Los Ángeles Simone Giuliani (a su crédito producciones con Andrea Bocelli y  la Orquesta Sinfónica de Londres). El álbum, que contiene diez pistas, incluidas ocho canciones en dialecto calabrés, uno en italiano y un vals instrumental, cuenta con la presencia de músicos de talla internacional como Davin Hoff, Jake Owen, Stephane San Juan, Mauro Refosco y la participación de Eleanor Norton, Dough Wieselman y Amy Denio. El disco entra en los cinco finalistas para la Placa Tenco 2023 en la categoría de mejor disco en dialecto, ocupando el segundo lugar en la clasificación final, y en 2024 gana el Premio Nacional Città di Loano de Música Tradicional Italiana como mejor álbum de 2023.

### Cine
Del encuentro y del inicio de la colaboración con el director Giuseppe Gagliardi nació en 2003 Doichlanda (expresión con la que los emigrantes calabreses llaman a Alemania), un documental que cuenta el viaje musical de una banda de etno-rock en restaurantes calabreses y en los lugares de emigración italiana a Alemania. La película ganó el Premio del Jurado en el Festival de Cine de Turín en 2003, fue elegida por el Goethe Institut como testimonio durante las celebraciones por los 50 años de la emigración italiana a Alemania y fue proyectada en el extranjero en ciudades como Colonia, Fráncfort, Londres, Múnich, Praga y Washington. De la película se extrae el videoclip de Onda calabra, ganadora del Premio Especial del Jurado M.E.I. en la categoría de mejor videoclip.
Tres años después le tocó el turno a la película La vera leggenda di Tony Vilar, nuevamente del director Giuseppe Gagliardi: un road movie que narra la épica historia de los italianos de América, siguiendo los pasos de un cantante italiano famoso en Argentina en el año sesenta y ahora desapareció de la escena. La historia, que transcurre entre Buenos Aires y Nueva York, representa el primer caso de un mockumentary (falso documental) italiano. En la película, Voltarelli es coguionista, actor principal y autor de la música. La obra participa en el Festival de Cine de Roma (2006), en el Festival de Cine de Tribeca di Nueva York (2007), en el Festival Internacional de Cine de Calgary (2007), en el Festival de Cine Italiano de Belgrado (2008 ), en el Festival Weird Mob de Sydney (2008), en el Festival de Cine Italiano de Dublín (2008) y en el Festival de Cine Italiano de San Diego (2009).
En 2007 protagonizó la película Notturno bus del director Davide Marengo. En 2008 las canciones Distratto ma però y L'anima è vulata fueron incluidas en la banda sonora de la película Fuga dal call center, ópera prima de Federico Rizzo que participó en el Festival Internacional de Cine de Karlovy Vary en República Checa. En la película, Voltarelli interpreta el papel de un curioso guardia antirrobo.
En 2011 la canción Onda calabra, escrita para el documental Doichlanda dirigido por Giuseppe Gagliardi, fue utilizada como parodia en la película Qualunquemente de Giulio Manfredonia protagonizada por Antonio Albanese. A raíz de una carta abierta publicada en la portada de Calabria Ora, Voltarelli da lugar a una disputa, reivindicando Onda calabra como un canto de pasión y emigración, no acorde con el uso que se hace de él en la película. También en 2011 firmó la banda sonora original, editada por Warner Chappell Music Italiana, de Tatanka, película dirigida por el director Giuseppe Gagliardi, basada en un cuento de Roberto Saviano y protagonizada por el boxeador Clemente Russo.
En 2012 comisaria la banda sonora de la película Aspromonte, ópera prima del director ítalo-tunecino Hedy Krissane. En 2013 participa en la película argentina Vino para robar del director Ariel Winograd, en 2015 en la película española Cançons d’amor i anarquia del director Carlos Benpar y en 2017 en la película italiana Babylon sisters del director Gigi Roccati, de la que también edita la banda sonora.
En los últimos años ha participado como actor en las series de televisión 1992 de Giuseppe Gagliardi en 2015, La mafia uccide solo d’estate de Luca Ribuoli en 2018 y Il re de Giuseppe Gagliardi en 2022.

## Discografía

### ConIl parto delle nuvole pesanti
Álbumes (CD)
- 1991 - Guerra al salario
- 1994 - Alisifare
- 1996 - Pristafòra
- 1997 - 4 battute di povertà
- 2000 - Sulle ali della mosca
- 2001 - Roccu u stortu
- 2003 - Ho visto anche degli zingari felici (con Claudio Lolli, live)
- 2004 - Il parto

Álbumes (MC)
- 1994 - Alisifare
- 1997 - 4 battute di povertà
- 2000 - Sulle ali della mosca

EP (CD promo)
- 2002 - Attenzione all'estinzione

Sencillos (CD promo)
- 1997 - Sule
- 1998 - L’avventura
- 2000 - Ciani

Álbumes recopilatorios (CD)
- 1996 - VV. AA. - Hitz Egin! Parla! Libertà d’espressione (Il parto delle nuvole pesanti - Diserzione)
- 1997 - VV. AA. - Max Generation 97 - La musica che cambia (Il parto delle nuvole pesanti - Sule)
- 1997 - VV. AA. - Radioira (Il parto delle nuvole pesanti - Uomo cane)
- 1998 - VV. AA. - Hitz Egin! Parla! Libertà d’espressione (Il parto delle nuvole pesanti - Diserzione)
- 1999 - VV. AA. - La notte del dio che balla (Il parto delle nuvole pesanti - Ballo senza piedi)
- 2000 - VV. AA. - Il Mucchio Selvaggio - Dicembre 2000 (Il parto delle nuvole pesanti - Le cose che mi restano)
- 2001 - VV. AA. - Come fiori in mare (Luigi Tenco riletto) (Il parto delle nuvole pesanti - Ognuno è libero)
- 2001 - VV. AA. - Caterpillar vol. 4 (Il parto delle nuvole pesanti - Ciani)
- 2002 - VV. AA. - Canzoni per te (Dedicato a Sergio Endrigo) (Il parto delle nuvole pesanti - L’Orlando)
- 2002 - VV. AA. - Combat (Il parto delle nuvole pesanti - Le cose che mi restano)
- 2003 - VV. AA. - Non più i cadaveri dei soldati (Un omaggio a Fabrizio De André) (Il parto delle nuvole pesanti - La guerra di Piero)
- 2003 - VV. AA. - Yatra (Il parto delle nuvole pesanti - Giga)
- 2003 - VV. AA. - BallaveloceVivilento (Il parto delle nuvole pesanti - Raggia)
- 2003 - VV. AA. - Il cielo sopra Baghdad / L’altra faccia della guerra (Live in Baghdad) (Il parto delle nuvole pesanti - Prendo il vento, Viaggiatori)
- 2003 - VV. AA. - Senza che nessuno ci consenta (Il parto delle nuvole pesanti - Diserzione)
- 2004 - VV. AA. - Canzoni contro - Un altro mondo è possibile (Claudio Lolli & Il parto delle nuvole pesanti - Ho visto anche degli zingari felici)
- 2004 - VV. AA. - Tribù italiche: Calabria (Il parto delle nuvole pesanti - U cagon, Raggia)
- 2005 - VV. AA. - Made in Italy (Il parto delle nuvole pesanti - L’imperatore)
- 2005 - VV. AA. - Caterpillar - The White Album (Il parto delle nuvole pesanti - Onda calabra)
- 2005 - VV. AA. - AtpCD2 - Musiche per lavoratori flessibili - Vol. 2 (Il parto delle nuvole pesanti - Onda calabra)
- 2006 - VV. AA. - MArte Live (Il parto delle nuvole pesanti - Ciani)
- 2009 - VV. AA. - Dal profondo (Il parto delle nuvole pesanti - Ciani)
- 2013 - VV. AA. - Mi (Omaggio a Modugno) (Il parto delle nuvole pesanti - L’avventura)

### Solista
Álbumes (CD)
- 2007 - Distratto ma però
- 2010 - Ultima notte a Malá Strana
- 2014 - Lamentarsi come ipotesi
- 2016 - Voltarelli canta Profazio
- 2019 - Dio come ti amo
- 2021 - Planetario
- 2023 - La grande corsa verso Lupionòpolis

Bandas sonoras originales (CD)
- 2011 - Tatanka
- 2017 - Babylon sisters

Bandas sonoras originales (CD promo)
- 2006 - La vera leggenda di Tony Vilar

Bandas sonoras originales (digital)
- 2013 - Aspromonte

Bootleg (CD)
- 2009 - Duisburg Nantes Praga
- 2016 - Live Café Vinilo Buenos Aires

Bootleg (digital)
- 2009 - Live in Třebotov (Třebotovská Říje)
- 2010 - Live in Dortmund (AdriaHochZwei Festival, Domicil Club)
- 2012 - Live in Buenos Aires (Club Atlético Fernández Fierro)
- 2013 - Live in Montreal (Festival de Jazz de Montréal, Le Savoy du Métropolis)
- 2014 - Live in New York City (SubCulture)
- 2015 - Live in Milan (Auditorium Demetrio Stratos, Radio Popolare)
- 2015 - Live in Montegranaro (Auditorium Officina delle Arti)
- 2018 - Live in Paris (Café de la Danse)
- 2019 - Live in Zurich (The Millers)
- 2019 - Live in Antananarivo (Institut Français de Madagascar)
- 2021 - Live in Rome (Auditorio Parco della Musica)
- 2023 - Live in Diamante (Peperoncino Festival)

Sencillos (digital)
- 2015 - Scarpe rosse impolverate (Dusty red shoes) (4MuLA remixes)
- 2015 - Sciakatan
- 2016 - Il monumento
- 2019 - Dio come ti amo (Bart & Baker remix)

Sencillos (CD promo)
- 2007 - Italiani superstar

Álbumes recopilatorios (CD)
- 2008 - VV. AA. - Deviazioni (Un omaggio a Vasco Rossi) (Peppe Voltarelli, Ste Sardo, Cato - La nostra relazione)
- 2008 - VV. AA. - Bardóci (Inediti e rarità di Sergio Bardotti interpretati dagli artisti del Club Tenco) (Peppe Voltarelli - Io bevo = Je bois)
- 2008 - VV. AA. - Pan Brumisti - Quelle piccole cose (Peppe Voltarelli - Signora poesia)
- 2008 - VV. AA. - (Teresa De Sio presenta) Riddim a sud (Peppe Voltarelli - Bene nun ci’nne)
- 2008 - VV. AA. - Capo Verde terra d’amore vol. 3 (Canzoni di Cesaria Evora e Teófilo Chantre in italiano) (Lucilla Galeazzi & Peppe Voltarelli - Segreti al chiar di luna (Segredo na luar))
- 2009 - VV. AA. - Salotto Live (Peppe Voltarelli - Distratto ma però)
- 2012 - VV. AA. - Tirullallero 2. Canti e musiche dalla Calabria (Peppe Voltarelli - Turismo in quantità)
- 2013 - VV. AA. - Le cose di Amilcare. Barcelona 2013 (Peppe Voltarelli - Scarpe rosse impolverate)
- 2013 - VV. AA. - Capo Verde terra d’amore vol. 3 (Canzoni di Cesaria Evora e Teófilo Chantre in italiano) (Peppe Voltarelli - Rosa)
- 2015 - VV. AA. - The Electro Swing Revolution vol. 6 (Peppe Voltarelli - Scarpe Rosse Impolverate (Dusty red shoes))
- 2015 - VV. AA. - Vivo! (Vent’anni di musica all’Istituto Ernesto De Martino) (Peppe Voltarelli - Les anarchistes)
- 2015 - VV. AA. - Multifilter - Mito e memoria del padre nella canzone (Peppe Voltarelli - Sepolcrali blues)
- 2018 - VV. AA. - Vent’anni di Sessantotto (Peppe Voltarelli - Combat)
- 2019 - VV. AA. - Io credevo - Le canzoni di Gianni Siviero (Peppe Voltarelli - Che faccio qui)
- 2021 - VV. AA. - A sud di Bella ciao (voce in Bella ciao (a sud))

Álbumes recopilatorios (CD/DVD)
- 2009 - VV. AA. - Il mondo del Primo Maggio (Peppe Voltarelli - Malarazza, Onda calabra)

Álbumes recopilatorios (digital)
- 2024 - VV. AA. - International Artists For Gaza - Vol. 8 (Peppe Voltarelli - Au cinema)

Colaboraciones
Álbumes (CD)
- 1998 - Giancarlo Onorato - Io sono l’angelo (acordeón en Gli sposi volanti)[45]
- 2004 - La Soluzione - La Soluzione (productor artístico, voz y pandereta en Luce)[46]
- 2006 - Antonello Messina - Aziyz (voz en Milonga)[47][48]
- 2007 - Sergio Cammariere - L’abbuffata (Original Motion Picture Soundtrack) (autor y cocompositor en L'imperatore, compositor en Tarantella del Trionto, compositor en Meccaniche terrestri, cocompositor en Onda calabra, cocompositor en Promenade de la mouche, autor y compositor en L'anima è vulata)
- 2008 - Ardecore - Sulla strada con Tenco (voz en Ora sei rimasta sola)
- 2008 - H.E.R. - Magma (voz Grandioso amore)[49]
- 2008 - Teresa De Sio - Sacco e fuoco (coros)
- 2011 - Davide Van De Sfroos - Yanez (voz en Dove non basta il mare)
- 2012 - QuartAumentata - Sirene e naviganti (autor, compositor, voz en Omini di panza)
- 2013 - Marco Calliari - Mi ricordo (voz en La buona creanza (La bienséance))
- 2014 - The Tiptons Saxophone Quartet & Drums - Tiny lower case (voz en Peppe, Amara terra mia, All good things)
- 2016 - Carlo Muratori - Sale (voz en E sugnu 'talianu)
- 2016 - Giorgia del Mese - Nuove emozioni post-ideologiche (voz en Soltanto tu)
- 2019 - Marco Calliari - Calliari Bang! Bang! (voz en Pizzica matta)
- 2021 - Alessandro D'Alessandro - Canzoni (per organetto preparato & elettronica) (voz en Mario)
- 2022 - Barreca - Eppure adesso suono (voz en Che fortuna!)
- 2023 - Giacomo Lariccia - Dieci (voz en L'attendente Cancione in bicicletta)

Álbumes (MC)
- 1998 - Giancarlo Onorato - Io sono l’angelo (acordeón en Gli sposi volanti)[45]

Álbumes (digital)
- 2024 - Radio Lausberg - Akusticose elettriche (voz en Pasta e fagioli)

Álbumes recopilatorios (CD)
- 2019 - VV. AA. - The dreamers (coautor, compositor, voz, guitarra acústica en Baci proibiti)

Sencillos (digital)
- 2021 - Currao feat. Baldo Verdú, Erriquez, Max Dedo, Peppe Voltarelli - Vagabondo (voz)

## Videografía

### ConIl parto delle nuvole pesanti
- 1996 - Alisifare (dirigido por Davide Caligiuri)[50]
- 1998 - Bambini volanti (dirigido por Tiziano Sossi)[51]
- 1998 - Lupu (dirigido por Tiziano Sossi)[52]
- 1998 - Sule (dirigido por Giancarlo Onorato y Tiziano Sossi)[53]
- 2004 - Onda calabra (dirigido por Giuseppe Gagliardi)[54]
- 2006 - Gli amici degli amici (dirigido por Giuseppe Gagliardi)[55]

### Solista
- 2008 - Italiani superstar (dirigido por Giuseppe Gagliardi)[56]
- 2008 - Turismo in quantità (dirigido por Giuseppe Gagliardi)[57]
- 2008 - Distratto ma però (dirigido por Federico Rizzo)[58]
- 2011 - Canto mo (dirigido por Tony Gutierres)[59]
- 2012 - Scarpe rosse impolverate (dirigido por Tony Gutierres)[60]
- 2012 - 'Sta città (dirigido por Gherard Kühn)[61]
- 2014 - Io tu loro noi (dirigido por John Cardiff)[62]
- 2015 - Amara terra mia 2.0 (dirigido por Nunzio Germanetta)[63]
- 2015 - Sciakatan (dirigido por The Fake Factory)[64]
- 2015 - Iamavanti (Mintcho Garrammone remix) (dirigido por Nunzio Germanetta)[65]
- 2016 - Il monumento (DJ Grissino remix) (dirigido por Nunzio Germanetta)[66]
- 2016 - Qua si campa d’aria (dirigido por Giacomo Triglia)[67]
- 2017 - Stornelli calabresi[68]
- 2023 - Nun sugnu sulu mai (dirigido por Giacomo Triglia)[69]
- 2024 - Au cinema (dirigido por Lele Nucera)[70]
- 2025 - Spremuta di limone (dirigido por Tony Gutierres)[71]

Colaboraciones
- 2018 - Yasemin Sannino feat. Peppe Voltarelli - Nerede (dirigido por Gigi Roccati)[72]
- 2021 - Currao - Vagabondo (regia di Tom Baumann e Kinzica Caterini)[73]

## Filmografía

### Cine
Largometrajes
- 2003 - Doichlanda (dirigida por Giuseppe Gagliardi)[32][33]
- 2006 - La vera leggenda di Tony Vilar (dirigida por Giuseppe Gagliardi)[35]
- 2007 - Notturno bus (dirigida por Davide Marengo)[36]
- 2008 - Fuga dal call center (dirigida por Federico Rizzo)[37]
- 2013 - Vino para robar (dirigida por Ariel Winograd)[39]
- 2015 - Cançons d’amor i anarquia (dirigida por Carlos Benpar)[40]
- 2015 - Babylon sisters (dirigida por Gigi Roccati)[41]
- 2025 - Che verso fa il pesce spada? (dirigida por Giacomo Triglia)[74]

Mediometrajes
- 2009 - Belly button broth / Brodo di ombelico (dirigida por Giuseppe Gagliardi)[75]

### Televisión
Series de televisión
- 2015 - 1992 (dirigida por Giuseppe Gagliardi)[42]
- 2018 - La mafia uccide solo d’estate (dirigida por Luca Ribuoli)[43]
- 2022 - Il re (dirigida por Giuseppe Gagliardi)[44]
- 2024 - Mike (dirigida por Giuseppe Bonito)[44]

## Teatrografia
- 2001 - Voleva fare l'artista (de y dirigida por Peppe Voltarelli)[76]
- 2002 - Roccu u stortu (de Francesco Suriano, dirigida por Fulvio Cauteruccio)[77]
- 2002 - Panza crianza e ricordanza (de y dirigida por Giancarlo Cauteruccio)[78]
- 2002 - Ico No Clast (de Giampaolo Spinato, dirigida por Fulvio Cauteruccio)[79]
- 2006 - Grecia, mia cara Grecia (de Corrado Alvaro, dirigida por Maurizio Scaparro y Giancarlo Cauteruccio)[80]
- 2007 - Medea e la luna (de Corrado Alvaro, dirigida por Giancarlo Cauteruccio)[81]
- 2007 - Picchì mi guardi si tu si masculu (de y dirigida por Giancarlo Cauteruccio)[82]
- 2008 - Angolo somma zero (de y dirigida por Alessandro Langiu)[83]
- 2009 - Parole scolpite nella terra… mangiata dal mare (dirigida por Peppe Voltarelli)[84]
- 2012 - Il viaggio, i padri e l’appartenenza (de y dirigida por Peppe Voltarelli)[85]
- 2013 - Storia di un bene comune (de y dirigida por Rosaria Parretti)[86]
- 2020 - Olimpia tragedia del passaggio (de Luigia Sorrentino, dirigida por Luisa Corcione)[87]

### Autor
- 2000 - Peppe Voltarelli, Raggia. Versi, strisce e canzoni - Poems, strips and lyrics, Emir Edizioni, Bolonia, Italia, pp. 95[88]
- 2009 - Peppe Voltarelli, Non finito calabrese, Del Vecchio Editore, Roma, Italia, pp. 80, ISBN 978-88-6110-028-2[89][90]
- 2014 - Peppe Voltarelli, Il caciocavallo di bronzo. Romanzo cantato e suonato, Stampa Alternativa, Roma, Italia, pp. 128, ISBN 978-88-6222-385-0[91]
- 2016 - Peppe Voltarelli, Voltarelli canta Profazio, Squilibri, Roma, Italia, pp. 64, ISBN 978-88-8900-986-4[92]

### Contribuciones
- 2000 - VV. AA., Ciani - Un’epopea banditesca nell’era mediatica, Emir Edizioni, Bolonia, Italia, pp. 96[93][94]
- 2000 - James Pikula, Il parto delle nuvole pesanti. Quattro racconti al dottor Cacciatutto, Emir Edizioni, Bolonia, Italia, pp. 93[95]
- 2009 - Marco Ambrosi (ed.), Ad esempio a me piace… Un viaggio in Calabria, Rubbettino Editore, Soveria Mannelli, Italia, pp. 128, ISBN 978-88-4982-505-3[96][97]
- 2011 - Chiara Baffa (ed.), Cosa volete sentire. Compilation di cantautori italiani, Minimum Fax, Roma, Italia, pp. 137, ISBN 978-88-7521-379-4 (racconto Patate sotto la cenere)[98]
- 2015 - VV. AA., La Calabria si racconta, Rubbettino Editore, Soveria Mannelli, Italia, pp. 126, ISBN 978-88-4984-527-3[99]
- 2020 - Marco Ambrosi (ed.), L’altro allo specchio, Compagnia Editoriale Aliberti, Reggio Emilia, pp. 208, ISBN 978-88-9323-371-2[100]
- 2021 - Sergio Secondiano Sacchi, Storie e amori d’anarchie. Le canzoni e gli avvenimenti che raccontano un’idea di libertà e rivolta, Squilibri, Roma, pp. 280, ISBN 978-88-8557-138-9[101]

## Premios

### ConIl parto delle nuvole pesanti
- 1999 - Nominación para la 4ª edición del Premio de la Música Italiana en la categoría Revelación italiana del año[102]
- 2001 - Nominación para la 6.ª edición del Premio de la Música Italiana en la categoría Revelación italiana del año[103]
- 2004 - Premio especial del jurado M.E.I. al mejor videoclip d'autor por Onda calabra[34]
- 2011 - Nominación al Premio David de Donatello a la mejor canción con Onda calabra[104]

### Solista
- 2003 - Premio especial del jurado de la XXI edición del Festival de Cine de Turín en el concurso Doc 2003 a la película Doichlanda[105]
- 2004 - Ciudadanía de honor del municipio de Castiglione Cosentino[106]
- 2007 - Finalista de la Placa Tenco a la mejor ópera prima con Distratto ma però[107]
- 2008 - Premio Pino Piras Cançó de Raganal[108]
- 2010 - Placa Tenco al mejor álbum en dialecto por Ultima notte a Malá Strana[109]
- 2011 - Placa Dallo Sciamano allo Showman[110]
- 2013 - Premio M.E.I. Vent’anni di carriera[111]
- 2016 - Placa Tenco al mejor álbum de interpretación por Voltarelli canta Profazio[112]
- 2019 - Premio Amilcare Rambaldi[113]
- 2020 - Premio Autor[114]
- 2021 - Placa Tenco al mejor álbum de interpretación por Planetario[115]
- 2021 - Premio Ponte d’Argento[116]
- 2023 - Finalista (2do lugar) de la Placa Tenco al mejor álbum en dialecto con La grande corsa verso Lupionòpolis[117]
- 2023 - Premio Nilla Pizzi[118]
- 2024 - Premio Nacional Ciudad de Loano de Música Tradicional Italiana como mejor álbum 2023 con La grande corsa verso Lupionòpolis[119]
- 2025 - Premio Literario Internacional “La Caridad es Dar” (Premio a la Trayectoria)

#### Placas Tenco
| Año  | Categoría                     | Álbum                              | Resultado             |
| ---- | ----------------------------- | ---------------------------------- | --------------------- |
| 2007 | Mejor primer trabajo          | Distratto ma però                  | Finalista             |
| 2010 | Mejor álbum en dialecto       | Ultima notte a Malá Strana         | Ganador               |
| 2016 | Mejor álbum de interpretación | Voltarelli canta Profazio          | Ganador               |
| 2021 | Mejor álbum de interpretación | Planetario                         | Ganador               |
| 2023 | Mejor álbum en dialecto       | La grande corsa verso Lupionòpolis | Finalista (2do lugar) |

## Festivales
Una intensa actividad concertística le ha llevado a tocar en 25 países de todo el mundo (por lo que fue definido como cantante emigrante): Alemania, Argentina, Australia, Austria, Bélgica, Canadá, Chile, Cuba, España, Estados Unidos, Francia, Hungría, Inglaterra, Iraq, Irlanda, Italia, Luxemburgo, Madagascar, México, Polonia, Principado de Mónaco, República Checa, Serbia, Suiza y Uruguay. 

### Festivales internacionales
- 2004 - MOFFOM Festival (Praga, República Checa)
- 2007 - Buitoni Italian Film Festival (Dublín, Irlanda)[121]
- 2008 - Avanti Pop 2 Festival (Duisburgo, Alemania)[122]
- 2008 - Festival de Cine de Tribeca (Nueva York, Estados Unidos)[123]
- 2008 - Calgary International Film Festival (Calgary, Canadá)
- 2008 - United Islands of Prague (Praga, República Checa)
- 2008 - The Weird Mob Festival (Sydney, Australia)[124]
- 2009 - Karneval der Kulturen (Berlín, Alemania)
- 2009 - Buenos Aires Feria Internacional de la Música (Buenos Aires, Argentina)[125]
- 2009 - Třebotovská Říje (Třebotov, República Checa)[126]
- 2009 - Festival Internacional de Cine de Karlovy Vary (Karlovy Vary, República Checa)
- 2010 - Festival Internacional de Cine de Morelia (Morelia, México)
- 2010 - Feria Nacional de San Marcos (Aguascalientes, México)
- 2010 - AdriaHochZwei (Dortmund, Alemania)[127]
- 2011 - Francos de Montreal (Montreal, Canadá)[128]
- 2011 - Luminato Festival (Toronto, Canadá)[129]
- 2011 - Barnasants Festival de Cançó (Barcelona, España)[130]
- 2011 - Cinema Italia Oggi (Varsovia, Polonia)[131]
- 2011 - Festival del Cinema Italiano di Belgrado (Belgrado, Serbia)[132]
- 2011 - MittelCinemaFest (Budapest, Hungría)[133]
- 2012 - Festival Off d'Avignon (Aviñón, Francia)[134]
- 2012 - Cinema Made in Italy (Londres, Inglaterra)[135]
- 2013 - Festival Internacional de Jazz de Montreal (Montreal, Canadá)[136]
- 2013 - Festival Musique du Bout du Monde (Gaspé, Canadá)[137]
- 2014 - Italiana (Colonia, Alemania)[138]
- 2014 - Neighborhoods of the World (Chicago, Estados Unidos)[139]
- 2017 - Vagabond Festival (Berlín, Alemania)[140]
- 2018 - San Diego Italian Film Festival (San Diego, Estados Unidos)[141]
- 2019 - Festival des Tradition du Monde Sherbrooke (Sherbrooke, Canadá)[142]
- 2019 - Festival International des Rythmes du Monde (Saguenay, Canadá)[143]
- 2019 - Semaine italienne (Montreal, Canadá)[144]
- 2019 - La grande bellezza (Zúrich, Suiza)[145][146]
- 2020 - Le Bal Rital (París, Francia)[147]
- 2022 - ChiassoLetteraria (Chiasso, Suiza)[148]
- 2022 - Bleiche Sessions (Wald, Suiza)[149]
- 2022 - Festival Canzoni & Parole (París, Francia)[150]
- 2022 - Italiana (Colonia, Alemania)[151]
- 2023 - Festival Canzoni & Parole (París, Francia)[11]

### Festivales italianos
- Al cuore della canzone (Roma, 2022)[152]
- Amore e rabbia (Verzino, 1996, 2007, 2021)[153]
- Ariano Folk Festival (Ariano Irpino, 2019)[154]
- Barezzi Festival (Busseto, 2016)[155]
- Calici di Stelle (Terricciola, 2022)[156]
- Carpino Folk Festival (Carpino, 2016)[157]
- Concierto del Primero de Mayo (Roma, 1999,[158] 2005,[159] 2009,[160] 2010,[161] 2011[162])
- Dallo sciamano allo showman - Festival della canzone umoristica d’autor (Edolo, 2011, 2018, 2021)[163]
- Duo. Musiche nuove da tradizioni antiche (L’Aquila, 2022)[164]
- Farms Festival (Scandicci, 2022)[165]
- Festival de Cine de Roma (Roma, 2006)
- Festa dei 1000 Giovani per la Musica (Pistoya, 2017)[166]
- Festival del pensiero popolare (San Miniato, 2022)[167]
- Festival delle Invasioni (Cosenza, 2019)[168]
- Festival di Musica Popolare (Forlimpopoli, 2018, 2020)[169][170]
- Festival de Cine de Turín (Turín, 2003)
- Festival Leggere & Scrivere (Pizzo, 2016, Vibo Valentia, 2021)[171]
- Kaulonia Tarantella Festival (Caulonia, 2013, 2015, 2021)[172][173]
- L’importanza di essere piccoli (Capugnano, 2014, Castel di Casio, 2016)[174][175]
- Le Notti delle Magare (San Fili, 2022)[176]
- M.E.I. Meeting delle etichette indipendenti (Faenza, 2000, 2004, 2013, 2020)
- Mare e Miniere (Iglesias, 2017, 2019)[177][178]
- Musicastrada Festival (Monteverdi Marittimo, 2020, Pomarance, 2023)[179][180]
- New Oikos (Contursi Terme, 2022)[181]
- Notte Europea dei Ricercatori (Rende, 2022)[182]
- Notte Tricolore (Turín, 2011)[183]
- Pentedattilo Film Festival (Melito di Porto Salvo, 2022)[184]
- Peperoncino Festival (Diamante, 2020, 2021, 2022, 2023)[185]
- Peperoncino Jazz Festival (Mormanno, 2021, San Marco Argentano, 2022, Roseto Capo Spulico, 2023)[186][187]
- Premio Nazionale Città di Loano per la Musica Tradizionale (Loano, 2009, 2011)[188]
- Premio Tenco (Sanremo, 1998,[189] 1999,[190] 2001,[191] 2007,[192] 2010,[193] 2011,[194] 2016,[195] 2017,[196] 2019,[197] 2021[198])
- Quarrata Folk Festival (Quarrata, 2018)[199]
- Settembre al Borgo (Caserta, 2013, 2017)[200]
- Sponz Festival (Calitri, 2016)[201]
- Suoni Controvento (Norcia, 2022)[202]
- Terra Madre Salone del Gusto (Turín, 2022)[203]
- Trame Festival (Lamezia Terme, 2016)[204]

## Curiosidad
- Originario de Mirto, pedanía del municipio de Crosia en la provincia de Cosenza donde se acerca a la música a los 11 años, actualmente vive en Florencia, después de haber vivido en Bolonia, Roma, Nápoles y Berlín.[205]
- En 1995 se graduó en el DAMS de la Universidad de Bolonia discutiendo una tesis sobre el rap italiano en la semiología de la música con el Prof. Gino Stefani y bajo la supervisión de Pierfrancesco Pacoda.[206]
- En 2000 fundó en Bolonia el Emir (Ente musicisti italiani rilassati), una asociación y editorial con fines artísticos y socio-humanitarios.[46][207]
- En 2004 presentó el programa de televisión Follia rotolante en Rai 2 junto con Elenoire Casalegno y Davide Van De Sfroos.[208][209]
- Ha sido director artístico de: Back to Cropalati, festival en el municipio del mismo nombre, desde 2006[210];[211] La città dei luoghi - Festival dell'appartenenza, festival del municipio de Corigliano-Rossano, desde 2021;[212] Il cielo sopra Sibari, festival del municipio de Cassano all'Ionio, desde 2022.[213]
- En 2008 la fotógrafa Giada Ripa di Meana realizó la foto de portada del disco Distratto ma però en el Conservatorio Real de Bruselas.[214][215]
- En 2010 cantó Margherita de Riccardo Cocciante con Adriana Varela en vivo por radio en los estudios de Radio Nacional en Buenos Aires.[216]
- En 2013 el periodista estadounidense Jon Pareles dedicó un artículo en el New York Times a la velada en el Joe's Pub de Nueva York en la que fue invitado del Canzoniere Grecanico Salentino cantando Raggia.[217]
- En 2014, comió en una tienda de delicatessen en el barrio de Greenwich Village de Nueva York con el famoso ingeniero de sonido Marc Urselli.[218]
- En 2016, en el camerino del Teatro Ariston de Sanremo, antes de recoger la Placa Tenco al mejor álbum de interpretación por Voltarelli canta Profazio, Profazio le preguntó a Voltarelli: "¿Crees que los calabreses nos perdonarán por haber ganado el Premio Tenco?".
- En 2019 fue el primer italiano en cantar en el teatro de Madagascar.[219][220]
- En 2023, durante el festival de la canción italiana de París,[221] en la sede de la Association Nationale Les Garibaldiens,[222] bebió vino tinto con el célebre cantautor Mimmo Locasciulli.